# Kärlekens list

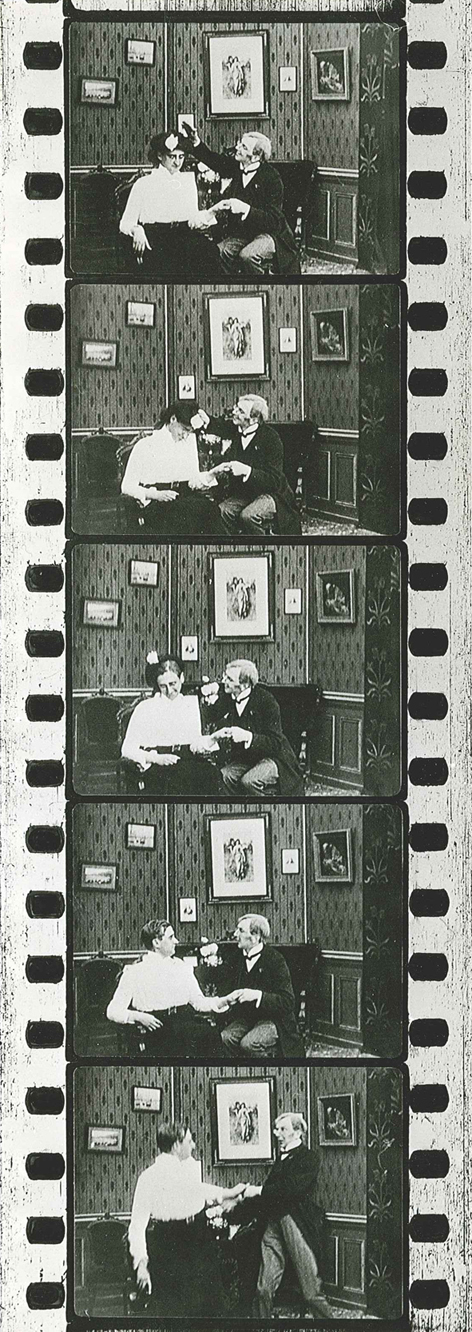
Dramatisk sekvens ur Kärlekens list: Herr Sörenson upptäcker till sin förskräckelse att damen han uppvaktar är en man!

Kärlekens list är en svensk karnevalsfilm från 1912 inspelad av studenter från Lund.

## Handling
Filmen handlar om Adam som, med hjälp av en kypare, försöker lura till sig sitt livs kärlek.

## Om filmen
Filmen premiärvisades 21 maj 1912 på Biograficon i Palæstra Lund. För filmens foto ansvarade Ernst Dittmer och samtliga skådespelare var amatörer och lundastudenter. Filmen kompletterade parodin Med dolk och gift eller Guldets förbannelse.

## Rollista
- Einar Theodor Berg - Adam Sörenson
- Sigge Bergh - Jeanette Pettersson
- Ivar Petersén - herr Sörenson
- Gustaf Clemensson - en kypare